# Marele Premiu al Ungariei din 2022
Marele Premiu al Ungariei din 2022 (cunoscut oficial ca Formula 1 Aramco Magyar Nagydíj 2022) a fost o cursă auto de Formula 1 ce s-a desfășurat între 29-31 iulie 2022 pe Circuitul Hungaroring din Budapesta, Ungaria. Aceasta a fost cea de-a treisprezecea rundă a Campionatului Mondial de Formula 1 din 2022.
Cursa a fost câștigată de Max Verstappen care a pornit de pe poziția a 10-a pe grila de start, în timp ce piloții Mercedes, Lewis Hamilton și George Russell, au terminat pe locul doi, respectiv pe al treilea, Russell plecând din primul său pole position din carieră. Piloții Ferrari, Carlos Sainz Jr. și Charles Leclerc, au început ambii puternic, dar nu au putut rezista până la sfârșitul cursei, terminând pe locul patru, respectiv pe locul șase. Liderul campionatului, Verstappen, și-a extins avantajul față de Leclerc la 80 de puncte.

## Calificări
Calificările au avut loc la ora locală 16:00 (UTC+02:00) pe 30 iulie 2022 și a durat o oră.
| Poz.                  | Nr. | Pilot            | Constructor                  | Timpi calificări | Timpi calificări | Timpi calificări | Grila finală |
| Poz.                  | Nr. | Pilot            | Constructor                  | Q1               | Q2               | Q3               | Grila finală |
| --------------------- | --- | ---------------- | ---------------------------- | ---------------- | ---------------- | ---------------- | ------------ |
| 1                     | 63  | George Russell   | Mercedes                     | 1:18,407         | 1:18,154         | 1:17,377         | 1            |
| 2                     | 55  | Carlos Sainz Jr. | Ferrari                      | 1:18,434         | 1:17,946         | 1:17,421         | 2            |
| 3                     | 16  | Charles Leclerc  | Ferrari                      | 1:18,806         | 1:17,768         | 1:17,567         | 3            |
| 4                     | 4   | Lando Norris     | McLaren-Mercedes             | 1:18,653         | 1:18,121         | 1:17,769         | 4            |
| 5                     | 31  | Esteban Ocon     | Alpine-Renault               | 1:18,866         | 1:18,216         | 1:18,018         | 5            |
| 6                     | 14  | Fernando Alonso  | Alpine-Renault               | 1:18,716         | 1:17,904         | 1:18,078         | 6            |
| 7                     | 44  | Lewis Hamilton   | Mercedes                     | 1:18,374         | 1:18,035         | 1:18,142         | 7            |
| 8                     | 77  | Valtteri Bottas  | Alfa Romeo-Ferrari           | 1:18,935         | 1:18,445         | 1:18,157         | 8            |
| 9                     | 3   | Daniel Ricciardo | McLaren-Mercedes             | 1:18,775         | 1:18,198         | 1:18,379         | 9            |
| 10                    | 1   | Max Verstappen   | Red Bull Racing-RBPT         | 1:18,509         | 1:17,703         | 1:18,823         | 10           |
| 11                    | 11  | Sergio Pérez     | Red Bull Racing-RBPT         | 1:19,118         | 1:18,516         | N/A              | 11           |
| 12                    | 24  | Zhou Guanyu      | Alfa Romeo-Ferrari           | 1:18,973         | 1:18,573         | N/A              | 12           |
| 13                    | 20  | Kevin Magnussen  | Haas-Ferrari                 | 1:18,993         | 1:18,825         | N/A              | 13           |
| 14                    | 18  | Lance Stroll     | Aston Martin Aramco-Mercedes | 1:19,205         | 1:19,137         | N/A              | 14           |
| 15                    | 47  | Mick Schumacher  | Haas-Ferrari                 | 1:19,164         | 1:19,202         | N/A              | 15           |
| 16                    | 22  | Yuki Tsunoda     | AlphaTauri-RBPT              | 1:19,240         | N/A              | N/A              | 16           |
| 17                    | 23  | Alexander Albon  | Williams-Mercedes            | 1:19,256         | N/A              | N/A              | 17           |
| 18                    | 5   | Sebastian Vettel | Aston Martin Aramco-Mercedes | 1:19,273         | N/A              | N/A              | 18           |
| 19                    | 10  | Pierre Gasly     | AlphaTauri-RBPT              | 1:19,527         | N/A              | N/A              | PL           |
| 20                    | 6   | Nicholas Latifi  | Williams-Mercedes            | 1:19,570         | N/A              | N/A              | 19           |
| Regula 107%: 1:23,860 |     |                  |                              |                  |                  |                  |              |
| Sursa:                |     |                  |                              |                  |                  |                  |              |

Note
- ^1 – Pierre Gasly s-a calificat pe locul 19, dar a trebuit să înceapă cursa din spatele grilei pentru că și-a depășit cota de elemente ale unității de putere. Noile elemente ale unității de putere au fost schimbate în timp ce mașina era sub parcul închis fără permisiunea delegatului tehnic. Ulterior, a trebuit să înceapă cursa de pe linia boxelor.[4]

## Cursă
Cursa a început la ora locală 15:00 (UTC+02:00) pe 31 iulie 2022 și a durat 70 de tururi.
| Poz.                                                               | Nr. | Pilot            | Constructor                  | Tururi | Timp/Retras            | Grilă | Puncte |
| ------------------------------------------------------------------ | --- | ---------------- | ---------------------------- | ------ | ---------------------- | ----- | ------ |
| 1                                                                  | 1   | Max Verstappen   | Red Bull Racing-RBPT         | 70     | 1:39:35,912            | 10    | 25     |
| 2                                                                  | 44  | Lewis Hamilton   | Mercedes                     | 70     | +7,834                 | 7     | 19     |
| 3                                                                  | 63  | George Russell   | Mercedes                     | 70     | +12,337                | 1     | 15     |
| 4                                                                  | 55  | Carlos Sainz Jr. | Ferrari                      | 70     | +14,579                | 2     | 12     |
| 5                                                                  | 11  | Sergio Pérez     | Red Bull Racing-RBPT         | 70     | +15,688                | 11    | 10     |
| 6                                                                  | 16  | Charles Leclerc  | Ferrari                      | 70     | +16,047                | 3     | 8      |
| 7                                                                  | 4   | Lando Norris     | McLaren-Mercedes             | 70     | +1:18,300              | 4     | 6      |
| 8                                                                  | 14  | Fernando Alonso  | Alpine-Renault               | 69     | +1 tur                 | 6     | 4      |
| 9                                                                  | 31  | Esteban Ocon     | Alpine-Renault               | 69     | +1 tur                 | 5     | 2      |
| 10                                                                 | 5   | Sebastian Vettel | Aston Martin Aramco-Mercedes | 69     | +1 tur                 | 18    | 1      |
| 11                                                                 | 18  | Lance Stroll     | Aston Martin Aramco-Mercedes | 69     | +1 tur                 | 14    |        |
| 12                                                                 | 10  | Pierre Gasly     | AlphaTauri-RBPT              | 69     | +1 tur                 | PL    |        |
| 13                                                                 | 24  | Zhou Guanyu      | Alfa Romeo-Ferrari           | 69     | +1 tur                 | 12    |        |
| 14                                                                 | 47  | Mick Schumacher  | Haas-Ferrari                 | 69     | +1 tur                 | 15    |        |
| 15                                                                 | 3   | Daniel Ricciardo | McLaren-Mercedes             | 69     | +1 tur                 | 9     |        |
| 16                                                                 | 20  | Kevin Magnussen  | Haas-Ferrari                 | 69     | +1 tur                 | 13    |        |
| 17                                                                 | 23  | Alexander Albon  | Williams-Mercedes            | 69     | +1 tur                 | 17    |        |
| 18                                                                 | 6   | Nicholas Latifi  | Williams-Mercedes            | 69     | +1 tur                 | 19    |        |
| 19                                                                 | 22  | Yuki Tsunoda     | AlphaTauri-RBPT              | 68     | +2 tururi              | 16    |        |
| 20                                                                 | 77  | Valtteri Bottas  | Alfa Romeo-Ferrari           | 65     | Sistemul de alimentare | 8     |        |
| Cel mai rapid tur: Lewis Hamilton (Mercedes) – 1:21,386 (turul 57) |     |                  |                              |        |                        |       |        |
| Sursa:                                                             |     |                  |                              |        |                        |       |        |

Note
- ^1 – Include un punct pentru cel mai rapid tur.[6]
- ^2 – Daniel Ricciardo a terminat pe locul 13, dar a primit o penalizare de cinci secunde pentru că a provocat o coliziune cu Lance Stroll.[5]
- ^3 – Valtteri Bottas a fost clasificat întrucât a parcurs mai mult de 90% din distanta cursei.[5]

## Clasamentele campionatelor după cursă
|        | Poz. | Pilot            | Pct. |
| ------ | ---- | ---------------- | ---- |
|        | 1    | Max Verstappen   | 258  |
|        | 2    | Charles Leclerc  | 178  |
|        | 3    | Sergio Pérez     | 173  |
| 1      | 4    | George Russell   | 158  |
| 1      | 5    | Carlos Sainz Jr. | 156  |
| Sursa: |      |                  |      |

|        | Poz. | Constructor          | Pct. |
| ------ | ---- | -------------------- | ---- |
|        | 1    | Red Bull Racing-RBPT | 431  |
|        | 2    | Ferrari              | 334  |
|        | 3    | Mercedes             | 304  |
|        | 4    | Alpine-Renault       | 99   |
|        | 5    | McLaren-Mercedes     | 95   |
| Sursa: |      |                      |      |

- Notă: Doar primele cinci locuri sunt prezentate în ambele clasamente.